# Julian Debus
Julian Debus (* 14. August 1991) ist ein ehemaliger Basketballspieler beim USC Heidelberg.

## Karriere
Debus schlug zunächst eine Karriere als Turner ein und gewann die Badischen Meisterschaften. Mit zunehmendem Alter wuchs er überproportional auf 2,01 m und sattelte schließlich im Alter von elf Jahren auf Basketball um. Beim USC Heidelberg begann er mit Basketball. Von 2007 bis 2010 spielte er im dortigen NBBL-Team  Basket-College Rhein-Neckar. In der Spielzeit 2008/2009 kam er beim USC in der Zweiten Bundesliga Pro A zu einigen Kurzeinsätzen, bevor er sich in der Folgesaison auf das Abitur konzentrierte.

## Erfolge
- 1999 Badischer Meister im Turnen
- 2006 Baden-Württembergischer Meister im Basketball